# Milk Cow Blues
Milk Cow Blues (auch als Milkcow’s Calf Blues, Milkcow Blues oder Milkcow Blues Boogie bekannt) ist ein Blues, der vom US-amerikanischen Bluesmusiker Sleepy John Estes verfasst und 1930 veröffentlicht wurde.
Sleepy John Estes spielte den Titel am 13. Mai 1930 in Memphis (Tennessee) mit der Three J's Jug Band ein, zu der auch Yank Rachell und der Pianist Jab Jones gehörten. Die Aufnahme erschien als Bluebird B7677.

## Adaptierung und weitere Veröffentlichungen
Kokomo Arnold nahm am 10. September 1934 eine weitere Version des Liedes auf. Die Aufnahme wurde im Oktober desselben Jahres mit der B-Seite Old Original Kokomo Blues unter dem Label Decca Records auf einer 78rpm-Schallplatte veröffentlicht. Drei Jahre später interpretierte Robert Johnson den Titel unter dem Namen Milkcow’s Calf Blues. Die Aufnahme fand während seiner letzten Session am 20. Juni 1937 statt und wurde unter Vocalion Records im September 1937 mit der B-Seite Malted Milk veröffentlicht.
1941 nahm der jüngere Bruder von Bob Wills, Johnnie Lee Wills, den Song als Milkcow Blues für Decca Records auf. Auf der Aufnahme sang Cotton Thompson. Bob Wills nahm den Song für Tiffany Transcriptions zusammen mit Sänger Tommy Duncan auf. Die Veröffentlichung Brain Cloudy Blues der beiden Künstler ähnelt dem Milk Cow Blues. 1955 nahm der US-amerikanische Folkmusiker Mike Seeger eine reine Banjo-Version des Stückes auf.

### Elvis Presleys Version
Elvis Presley nahm den Blues als Rockabilly-Version Milkcow Blues Boogie, begleitet von Scotty Moore an der Gitarre und Bill Black am Bass, im Winter 1954 für Sun Records auf. Das Arrangement ähnelt Wills Aufnahme. Die Single erschien ohne deren B-Seite am 8. Januar 1955. Erst vier Jahre später wurde auch die B-Seite auf der LP A Date with Elvis veröffentlicht. Milkcow Blues Boogie erschien ebenfalls unter RCA Victor Records (No. 47-6382). Die zweiminütige Aufnahme des Verlegers Leeds Music ASCAP ist unter der Katalognummer F2WW-8044 zu finden.

### Aufnahmen ab den 1960er Jahren
1965 veröffentlichten The Kinks ihr Arrangement des Liedes auf ihrem dritten Studioalbum, The Kink Kontroversy. 1977 erschien eine Version des Titels auf Aerosmiths Album Draw the Line. Weitere Aerosmith-Interpretation erschienen auf den Alben Live Texas Jam ’78 von 1988, Pandora’s Box von 1991, Box of Fire von 1994, Toys in the Attic/Draw the Line/Rocks (2003) und Baying at the Moon: Classic 1978 Radio Broadcast (2014). 1996 veröffentlichte Bob Dylan ein Cover des Liedes auf seinem Album The Genuine Bootleg Series. George Strait veröffentlichte zwei Cover des Blues-Titels auf seinen Alben Chill of an Early Fall von 1991 und Strait Out of the Box von 1995. Am 19. September 2000 erschien eine Coverversion von Willie Nelson auf seinem eponymen Album Milk Cow Blues. Eric Clapton veröffentlichte zwei Versionen des Songs. Eine erschien auf dem Studioalbum Me and Mr. Johnson von 2004 und eine auf Sessions for Robert J.